# Møllenborg Slot
Møllenborg Slot er et fiktivt slot i tegneserien Tintins oplevelser. Navnet er en fordanskning af det originale, belgisk-franske navn, château de Moulinsart.
Vi støder på slottet første gang i albummet "Enhjørningens hemmelighed", på side 36, hvor Tintin er taget til fange i kælderen. Slottet ejes i første omgang af M.M og G. Fugl – også kaldet brødrene Fugl.
Slottet var tidligere kaptajn Haddocks families ejendom, og i albummet "Rackham den Rødes skat" køber han det tilbage sammen med professor Tournesol.
Slottet er visuelt inspireret af château de Cheverny, et slot i Loiredalen. De yderste fløje er dog skåret af i Møllenborgudgaven, ifølge Hergé for at få det til at se mindre prætentiøst ud.
Rigmanden Simon Møller fra spilfirmaet Kiloo har opført en 1:1 kopi i Trige Skov udenfor Århus i 2022..